# Megadytes magnus
Megadytes magnus là một loài bọ cánh cứng trong họ Bọ nước. Loài này được Trémouilles & Bachmann miêu tả khoa học năm 1980.